# Ramonia cupellina
Ramonia cupellina är en lavart som beskrevs av Vezda. Ramonia cupellina ingår i släktet Ramonia och familjen Gyalectaceae.   Inga underarter finns listade i Catalogue of Life.